# علم الدين سيفا
علم الدين سيفا مواليد 27 أبريل 1972 في بريزا، جمهورية البوسنة والهرسك الاشتراكية، جمهورية يوغوسلافيا الاشتراكية الاتحادية، هو مدرب ولاعب كرة قدم بوسني سابق كان يلعب كمدافع. لعب خلال مسيرته 539 مباراة سجل خلالها 18 هدفاً.

## المسيرة الاحترافية

### أندية لعب لها
- تنس بوروسيا برلين
- يونيون برلين
- لوكوموتيف لايبزيغ
- ساتشسين لايبزيغ

## روابط خارجية
- علم الدين سيفا على موقع قاعدة بيانات كرة القدم.إي يو (الإنجليزية)
- علم الدين سيفا على موقع بيانات كرة القدم. دي إي (الألمانية)
- علم الدين سيفا على موقع عالم كرة القدم.نت (الإنجليزية)